# E!
E!是“（娱乐电视台）”的首字母缩略字，这是美国的一家基本有线电视频道。它由NBC环球旗下的事业部门NBC环球电视与流媒体所有，而NBC环球则是康卡斯特的子公司。
截至2018年2月，E!在美国拥有8929.8万家庭订户。

## 频道历史

### 电影时光频道
E!于1987年7月31日正式开播，最初的名称为“电影时光频道（Movietime）”。该频道最初主要播出电影预告片、娱乐新闻、活动及奖项的报道和采访。这是全国性巴克频道的早期范例。本频道由拉里·纳默与阿伦·穆鲁夫卡共同创建。早年的电影时光频道主持人包括格雷戈·金尼爾、凯蒂·瓦格纳、茱莉·莫兰、苏珊娜·凯（黛汉·卡罗尔的女儿）、马克·戴卡洛、萨姆·鲁宾和理查德·布雷德。

### E!娱乐电视台

E!的标志源自其品牌名。图中所示版本的标志于1990年6月1日至2012年7月9日用于其美国旗舰频道，目前在其部分国际频道上还在使用。

E!最初的所有权由五家有线电视服务提供商（康卡斯特、大陆有线电视、考克斯有线、TCI和时代华纳有线）与HBO / 华纳传播及多家创始股东所组成的联盟所有并由HBO对频道进行直接节目编排及管理。1989年，时代公司收购了华纳传播公司以抵制派拉蒙影业对该频道的收购。新的时代华纳公司拥有频道8个主要所有权席位中的4个，因此接管了该频道的管理控制权并在1990年6月1日将该频道更名为“（E!：娱乐电视台）”。改名的原因在于强调频道将对明星、当代电影、电视和音乐、好莱坞每日八卦及时尚等方面的广泛报道。
1997年，作为少数股东之一的康卡斯特在与迪士尼 / ABC有线电视网达成认沽协议后便联手购买了该频道。康卡斯特利用各种情况完成了对TCI和大陆有线电视的收购，进一步增加了自己对这个频道的持股比例。作为康卡斯特与迪士尼 / ABC电视集团之间更广泛节目传输协议的一部分，康卡斯特在2006年11月以12.3亿美元的价格收购了迪士尼手上所持有的39.5%股份并全资拥有了E!：娱乐电视台。
2011年1月，康卡斯特从通用电气手里收购了NBC环球51%的股权后，康卡斯特旗下的电视事业部门——康卡斯特娱乐集团（Comcast Entertainment Group）被移交成为NBC环球电视集团旗下的一个事业部门。在NBC与环球合并之前，E!仅有的姊妹频道包括目前已经关停的格调电视网（后改名绅士电视网）和G4频道，以及康卡斯特旗下的体育电视网：对抗频道（Versus）、康卡斯特体育网和高尔夫频道。就对抗频道案例来说，E!的工作团队负责制作该频道的《体育浓汤》和G4频道的《网络浓汤》。而位于奥兰多的高尔夫频道则和E!没有任何交叉案例，这是由于双方的收视人群及运营策略并不搭调。对抗频道和高尔夫频道受NBC体育部门直接管辖，前者在2012年1月更名为NBC体育电视网，从此二者除了广告与内部运营之外，和其姊妹频道再无其他关联。
2012年7月9日，该频道推出了经过修改的徽标。这是E!自1990年变更频道名之后首次修改自己的徽标，他们将E背后的叹号背景给删除了，而将叹号与E融合在一起。同时E!还公开了新的频道口号“（流行文化）”并与频道新标结合在一起，以及推出新的电视节目《开场表演》。除了当时现有的真人秀和纪录片之外，E!还开始引入了脚本节目，而其中的第一部电视连续剧就是2015年3月首播的《王室后宫传》。这些更改是在2012年4月30日E!的节目编排前以公告形式宣布的。

## 频道节目

### 新闻节目
E!是美国少数几家坚持播放每日新闻节目的综合娱乐类有线电视频道，其旗舰新闻节目是于1991年9月1日亮相的《E!新闻》。工作日版及周末1小时加长版主要播报有关明星名流、电影、音乐及电视产业的故事和八卦；自节目推出以来，《E!新闻》就以各种形式播出过，在2000年代中期还以直播形式播出。节目的最初主持人是达妮·胡尔托格里（Dagny Hultgreen）；1994年至2002年期间的主持人是史蒂夫·科迈特克（Steve Kmetko）；2006年到2012年，节目的主持人依次由泰伦斯·詹金斯和朱莉安娜·兰契齐担任；而在2006年到2012年担任联合主播的瑞安·西克雷斯特则担任该节目的新闻运营主笔。

## 高清服务
E! HD是E!的高清画质信号源，于2008年12月8日推出，采用的是康卡斯特所默认的1080i格式。目前E!已经是实现了全频道高清，2010年后的原创电视节目及电影均采取高清画质播出。E! HD在美国绝大部分有线电视服务提供商的付费频道列表中可以找到，但有时为了适应前端的标清画质而进行了降级。

## 网络服务
E!在线（E! Online）是E!的网络分支部门，提供娱乐新闻报道的实时更新；同时还在每个工作日发布一期仅在网络发行的娱乐新闻简报节目——《E!实时新闻（E! News Now）》。E!在线还会有一些重大红毯活动报道的流媒体视频，这就包括电影首映礼、奥斯卡奖及艾美奖颁奖典礼；并且还会有一些博客内容，例如《浓汤（The Soup）》。E!在线的网络专栏作家包括克里斯汀·多斯·桑托斯、泰德·卡萨布兰卡、马克·马尔金（Marc Malkin）等。
作为2012年7月9日有线频道更名的一部分，E!在线针对包括移动端和电脑端进行了HTML5的优化。